# Paolo Boselli

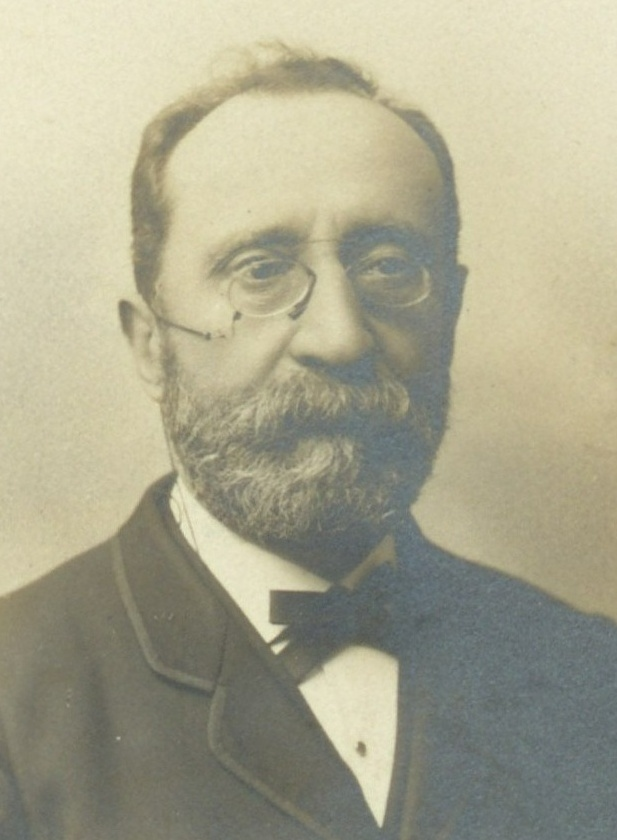
Paolo Boselli bij het begin van zijn ambtstermijn als premier.

Paolo Boselli (Savona, 8 juni 1838 - Rome, 10 maart 1932) was een Italiaans politicus die van juni 1916 tot oktober 1917 premier van het land was.

## Levensloop
Boselli werd geboren in de regio Ligurië.
Hij was eerst professor in de wetenschappen aan de Universiteit van Rome alvorens in de politiek te stappen. Van 1870 tot 1921 was hij een liberaal-rechts parlementslid in de Kamer van Afgevaardigden en vervolgens werd hij in 1921 senator.
In 1888 werd hij minister van Onderwijs. Ook werd hij in 1891 minister van Openbare Werken, in 1893 van Landbouw en in 1894 van Financiën. Toen hij in 1899 minister van Schatkist werd, reorganiseerde Boselli de Banca d'Italia. In 1906 maakte hij ook deel uit van de regering van Sidney Sonnino.
Toen hij in 1916 eerste minister werd, was hij een van de oudste leden van het Italiaanse Parlement. De vorige regering van Antonio Salandra was gevallen ten gevolge van militaire nederlagen. Ook zijn regering viel in oktober 1917 door een militaire nederlaag.
Hij overleed op 93-jarige leeftijd.